# Qulleq (Groenlândia)
O Qulleq (em groenlandês; lit. lâmpada a óleo) é um partido político da Groenlândia, fundado em 2023 por ex-membros dos partidos Siumut e Naleraq. O partido defende a independência imediata da Groenlândia em relação à Dinamarca e a exploração de recursos naturais, como petróleo e minerais, para aliviar os problemas sociais e econômicos da ilha.
O Qulleq foi formado em março de 2023, com Henrik Fleischer como presidente inicial, um ex-membro do Siumut. Em fevereiro de 2025, sob a liderança de Karl Ingemann, o partido conseguiu reunir as 856 assinaturas necessárias para se qualificar para as eleições regionais de 11 de março de 2025, sua primeira participação eleitoral. Apesar de sua plataforma pró-independência e apoio a parcerias com os Estados Unidos, o partido obteve apenas 1,1% dos votos (aproximadamente 305 votos) e não conquistou assentos no Parlamento da Groenlândia (Inatsisartut).

## História
O Qulleq surgiu como uma dissidência dos partidos Siumut e Naleraq, reunindo políticos que discordavam da abordagem gradualista de seus partidos de origem em relação à independência. Henrik Fleischer, o fundador, deixou o cargo de presidente em algum momento antes das eleições de 2025, sendo substituído por Karl Ingemann, de Maniitsoq. O nome "Qulleq" refere-se a uma lâmpada de óleo tradicional, simbolizando luz e energia para o futuro da Groenlândia.
Em 13 de fevereiro de 2025, o Comitê Eleitoral da Groenlândia aprovou a participação do Qulleq nas eleições de março, após o partido cumprir os requisitos legais de apoio popular. Durante a campanha, Karl Ingemann destacou a riqueza de recursos naturais da Groenlândia, argumentando que eles são mal geridos sob o controle dinamarquês e poderiam ser a base para a soberania do país.

## Ideologia
O Qulleq é um partido independentista e populista, focado em alcançar a independência total da Groenlândia o mais rápido possível. Diferentemente de outros partidos pró-independência, como o Inuit Ataqatigiit (que prioriza sustentabilidade ambiental) ou o Naleraq (que busca acordos internacionais), o Qulleq defende a exploração imediata de petróleo e minerais como motor econômico para a autodeterminação. O partido também expressou abertura a colaborações com os Estados Unidos, sendo o único a declarar confiança no presidente Donald Trump durante um debate televisionado em março de 2025.

## Resultados eleitorais
O Qulleq participou de sua primeira eleição nas eleições regionais de 2025, realizadas em 11 de março. Apesar da atenção inicial, o partido obteve um desempenho fraco, recebendo apenas 1,1% dos votos e não conseguindo eleger nenhum representante para o Parlamento da Groenlândia. Karl Ingemann, o líder, também não conseguiu um assento no Inatsisartut.
| Ano  | Votos | Percentagem | Lugares | Ref    |
| ---- | ----- | ----------- | ------- | ------ |
| 2025 | 305   | 1,1%        | 0 / 31  | [ 11 ] |